# Symultagnozja
Symultagnozja (od łac. simultaneus jednoczesny i gr. gnosis wiedza) – zdolność zmysłowego rozróżniania równocześnie dotykanych różnych części ciała. Przykładowo, jeśli ktoś dotknie równocześnie lewego ucha i prawego nadgarstka osoby mającej zdolność symultagnozji, osoba ta będzie w stanie stwierdzić, które części ciała zostały dotknięte.